# 黑背蚜
黑背蚜（学名：Kaochiaoja arthraxonis）为常蚜科黑背蚜屬下的一个种。